# 1847 au Nouveau-Brunswick
Chronologie du Nouveau-Brunswick
- 1843
- 1844
- 1845
- 1846
- 1847
- 1848
- 1849
- 1850
- 1851

Cette page concerne les événements survenus en 1847 dans la colonie du Nouveau-Brunswick.

## Événements
- John Richard Partelow succède à Lauchlan Donaldson au poste du maire de Saint-Jean.
- Loi sur les écoles paroissiales au Nouveau-Brunswick (Parish Schools Act).
- Publication du poème Evangéline qui raconte la déportation des Acadiens.

## Naissances
- 9 avril : Marcel-François Richard, prêtre et éducateur.
- 3 septembre : George Eulas Foster, député et sénateur.
- 3 novembre : George Thomas Baird, député et sénateur.

## Décès
- 21 janvier : Samuel Gay, député